# 福尔日莱班
福尔日莱班（法語：Forges-les-Bains，法語發音：[fɔʁʒ le bɛ̃] ⓘ）是法国法兰西岛大区埃松省的一个市镇，属于帕莱索区。

## 地理
福尔日莱班（48°37'41"N, 2°5'57"E）面积14.58 平方千米，位于法国法蘭西島大區埃松省，该省份为法国北部内陆省份，北起上塞纳省和马恩河谷省，西接厄尔-卢瓦省和伊夫林省，南至卢瓦雷省，东临塞纳-马恩省。
与福尔日莱班接壤的市镇（或旧市镇、城区）包括：利穆尔、博内勒、昂热维利耶、布里苏福尔日、沃格里尼厄斯。

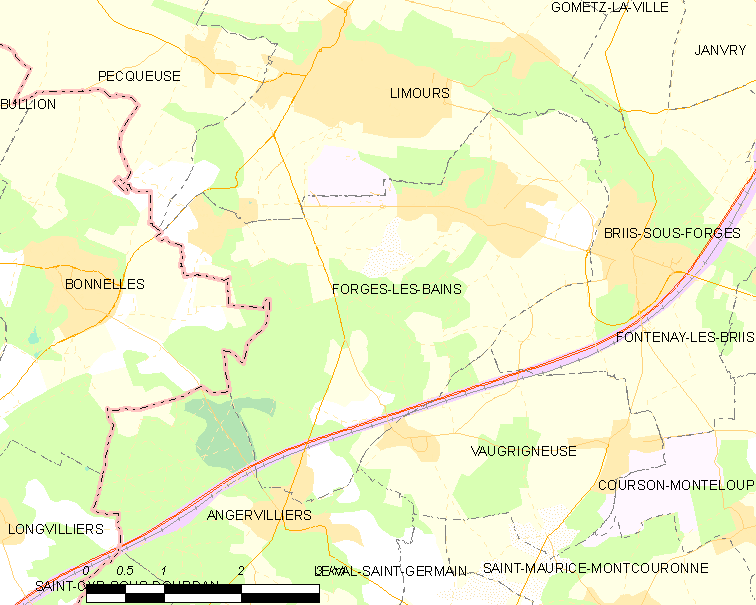
福尔日莱班的OSM定位图

福尔日莱班的时区为UTC+01:00、UTC+02:00（夏令时）。

## 行政
福尔日莱班的邮政编码为91470，INSEE市镇编码为91249。

## 政治
福尔日莱班所属的省级选区为杜尔当县。

## 人口

1962-2008年间福尔日莱班人口变化图示

福尔日莱班于2022年1月1日时的人口数量为4138人。